# Spodnje Verjane
Spodnje Verjane este o localitate din comuna Sveta Trojica v Slovenskih goricah, Slovenia, cu o populație de 28 de locuitori.